# Talhuwen
Talhuwen (ook: Taluen en Taluwen) is een dorp in Frans-Guyana in de gemeente Maripasoula. Het ligt op de rechteroever van de Lawarivier, en wordt bewoond door inheemsen van het Wayana-volk. Het dorp ligt op ongeveer 1½ uur varen van Maripasoula. Tegenover het dorp ligt op een eiland Twenkë of Kulumuli waar de granman van de Franse Wayana zetelt.:4 In 2020 had Talhuwen ongeveer 300 inwoners.

## Overzicht
In 1973 werd Jean-Paul Klingelhofer naar Twenkë gestuurd om een school op te richtten.:115-116 In 1991 is een school in Talhuwen gesticht, en is er één klas voor de jongste kinderen in Twenkë en twee klassen voor de oudere kinderen in Talhuwen. Het was de enige school in de omgeving, en ook de kinderen van de Surinaamse inheemse dorpen Kawemhakan en Koemakapan gingen in Talhuwen naar school, maar in 2021 is er met steun van het Belgische hulporganisatie BelvoSur een school gebouwd in Kawemhakan.
Er bevindt zich ook een kliniek voor de omgeving in het dorp. Het dorp heeft electriciteit via zonnepanelen. Er was een satelliettelefooncel, maar die is sinds 2003 buiten werking. Talhuwen is alleen toegankelijk met toestemming van de prefectuur.
Tijdens de Coronapandemie was de grens met Suriname afgesloten ondanks dat de enige supermarkt van het gebied zich aan de Surinaamse kant bevindt. In 2018 werd Kawet Sintaman verkozen als kapitein van het dorp.
Antecume Pata · Élahé · Kayodé · Maripasoula · Nouveau Wakapou · Pilima · Talhuwen · Twenkë